# هوک ۳۵۱۴
سیارک ۳۵۱۴ (به انگلیسی: 3514 Hooke، نامگذاری:1971UJ) سه هزار و پانصد و چهاردهمین سیارک کشف شده‌است که در ۲۶ اکتبر ۱۹۷۱ کشف شد.
قدر مطلق سیارک برابر ۱۱٫۷۰ است.